# 野中 (京丹後市久美浜町)
野中（のなか）は、京都府京丹後市久美浜町の地名。大字としての名称は久美浜町野中（くみはまちょうのなか）。2020年（令和2年）の国勢調査における世帯数は45世帯、人口は88人。

## 地理

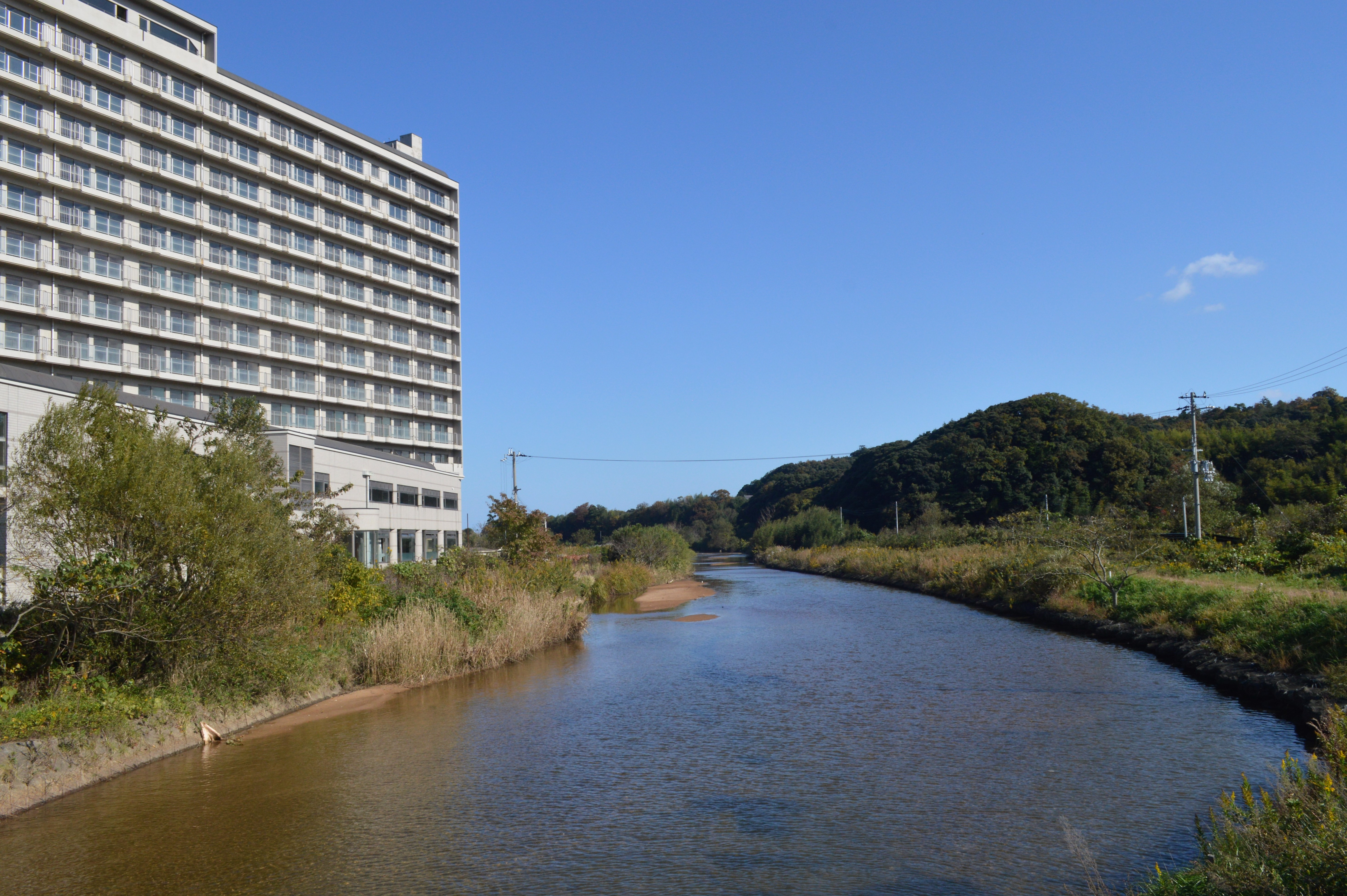
佐濃谷川

久美浜町東部に位置する。久美浜湾に向かって流れる佐濃谷川の中流部左岸に位置している。久美浜町の面積の約4分の1を占める佐濃地区に含まれ、佐濃谷の中心集落であるとされる。南には標高446メートルの青地岳がある。
野中を中心とする集落は安養寺や佐野にもまたがっている。野中郵便局は野中ではなく安養寺にあり、佐濃駐在所は佐野にある。野中には旧村社や寺院が存在しない。
かつては久美浜町と峰山町を結ぶ国道312号が集落内を通っていたが、2013年度（平成25年度）から2022年度（令和4年度）には集落を迂回する野中バイパスの整備が行われ、2022年（令和4年）11月26日に供用が開始された。国道312号からは北に向かって京都府道668号野中小天橋停車場線が分岐している。

## 歴史

### 近世
江戸時代には丹後国熊野郡野中村であり、当初は宮津藩領、寛文6年（1666年）に幕府領、寛文9年（1669年）に宮津藩領、延宝8年（1680年）に幕府領、天和元年（1681年）に宮津藩領、享保2年（1717年）に幕府領と推移した。丹後国の幕府領を管轄していたのは久美浜代官所である。
村高は『慶長郷村帳』や『延宝郷村帳』によると122石余、『天和村々高帳』や『宝永村々辻高帳』や『天保郷帳』や『旧高旧領』によると134石余だった。元治元年（1864年）には野中を中心とする集落で大火があり、野中で42戸、安養寺で12戸、佐野ハゴで6戸、計60戸が焼失した。

### 近代
1868年（明治元年）には久美浜県の、1871年（明治4年）には豊岡県の所属となり、1876年（明治9年）に京都府の所属で落ち着いた。1875年（明治8年）から1882年（明治15年）にかけて編纂された「共武政表」によると、戸数は47戸、人口は201人だった。
1874年（明治7年）12月には野中郵便取扱所（後の野中郵便局）が開設されたが、熊野郡では久美浜郵便局に次いで設立された郵便局である。開設当初の取扱人は深田安兵衛であり、1883年（明治16年）1月には奥田重左衛門が後任となった。
1889年（明治22年）4月1日には町村制の施行により、野中村・佐野村・安養寺村・尉ヶ畑村・二俣村・小桑村の区域をもって熊野郡上佐濃村が発足し、上佐濃村には野中を含む6の大字が設置された。当初は野中に上佐濃村役場が設置されていたが、1905年（明治38年）には村役場が佐野に移転した。上佐濃村は農業を主とする集落であり、農家の副業として養蚕業などが行われていた。
1897年（明治30年）頃には農家の副業として機業が取り入れられるようになった。1900年（明治33年）2月12日には野中に機業工場である熊野株式会社が設立されたが、1901年（明治34年）と1902年（明治35年）には生糸織物の価格が暴落して大損失を出し、1902年（明治35年）4月に解散した。1935年（昭和10年）11月30日には松寿機業株式会社が設立され、50台の織機で織物製造や販売を行っていた。しかし、太平洋戦争中の1943年（昭和18年）には企業整備令によって操業が休止させられ、松寿機業は1944年（昭和19年）1月に解散した。1945年（昭和20年）3月には大阪市の広田縫工所が松寿機業工場跡に工場疎開し、ミシン300台を据え付けて軍需衣服の縫製を行った。戦後の1946年（昭和21年）8月13日、広田縫工所が使用していた松寿機業工場跡の建物が全焼した。
1945年（昭和20年）4月4日、上佐濃村は舞鶴市立明倫国民学校の児童124人と職員の学童疎開を受け入れた。上佐濃村全体では主に寺院が受け入れ先となったが、野中では杉本屋が24人の受け入れ先となっている。

### 現代
1951年（昭和26年）1月1日、上佐濃村と下佐濃村が合併して佐濃村が発足し、佐濃村の大字として野中が設置された。1958年（昭和33年）5月3日には佐濃村が久美浜町に編入され、久美浜町の大字として野中が設置された。佐濃村発足後の野中は佐濃村の中心として発展したが、久美浜町発足後には名実ともに寂れたとされる。もとは峰山街道の宿場であり、佐濃地区の拠点としての性格を有していたことから、久美浜町役場佐野支所や久美浜町農協佐濃支所などがあった。
戦後の佐濃村には映画館として野中劇場があった。野中劇場は1949年（昭和24年）4月に開館し、1966年（昭和41年）5月に閉館した。1964年（昭和39年）の『映画便覧』によると経営者は谷口松治であり、木造2階建で定員360の映画館だった。かつての久美浜町域には野中に加えて、久美浜、友重、長柄などにも映画館があったとされる。
1982年（昭和57年）時点の世帯数は53世帯、人口は173人。2004年（平成16年）4月1日には久美浜町・竹野郡網野町・丹後町・弥栄町・中郡峰山町・大宮町が合併して京丹後市が発足し、京丹後市の大字として久美浜町野中が設置された。

## 教育
1872年（明治5年）に学制が発布されると、1873年（明治6年）10月には野中学校が設立されたが、熊野郡では久美浜学校に次いで設立された小学校である。当初は個人宅を仮校舎としていたが、1876年（明治9年）には独立した校舎を建設した。
1889年（明治22年）4月1日に上佐濃村が発足すると、野中学校は上佐濃尋常小学校に改称した。1902年（明治35年）4月には高等科を併設して上佐濃尋常高等小学校に改称した。1911年（明治44年）11月25日には佐野の新校地に移転した。後の久美浜町立佐濃小学校（→京丹後市立佐濃小学校）である。

## 施設
- 天満神社 - 無格社。祭神は菅原大神。創立年は定かでない。1910年（明治43年）12月には七社神社と愛宕神社が天満神社境内に移設された[16]。
- 野中城趾 - 標高約90メートルの丘陵上にある山城。
- 野中公民館
- 京丹後市久美浜機業センター
- 料理旅館 杉本屋 - 明治時代創業の旅館[17]。1874年（明治7年）頃の野中には、既に上杉市右衛門による旅人宿の杉本屋と早田金助の橋本屋があった[18]。
- 堅木屋 - 1911年（明治44年）4月創業の旅館[19]。1971年（昭和46年）には現在の本館を新築した。

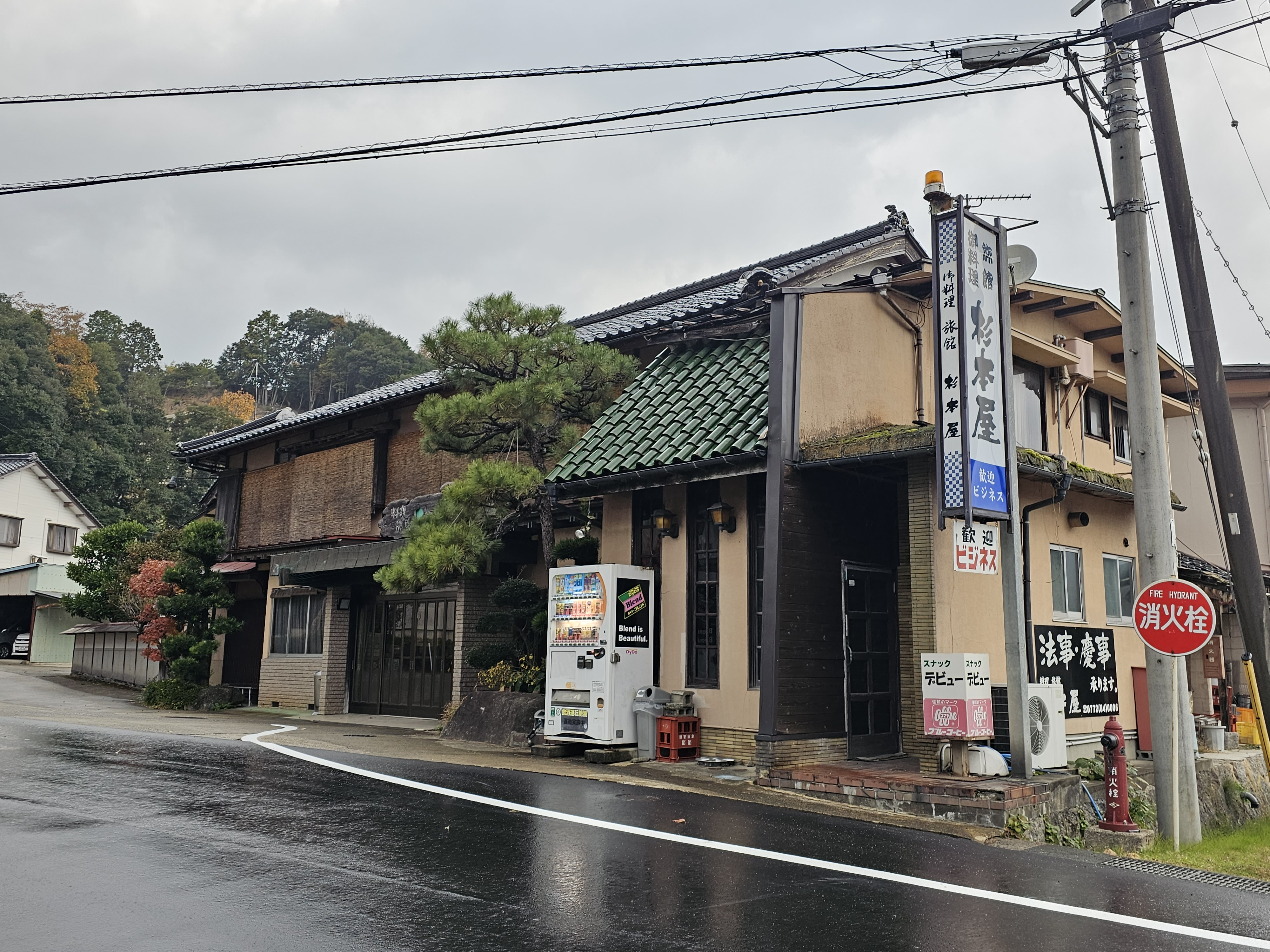
料理旅館 杉本屋
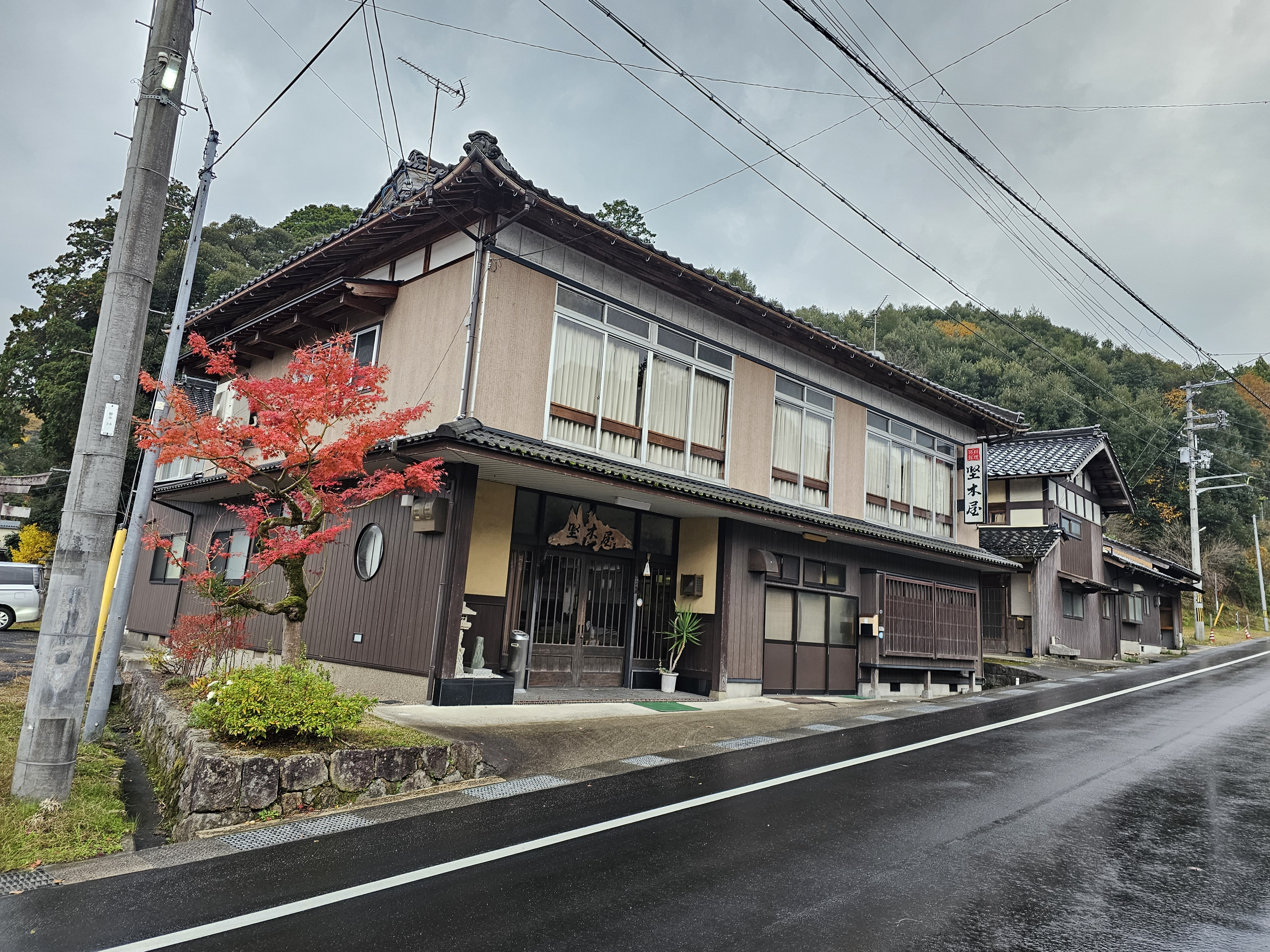
堅木屋
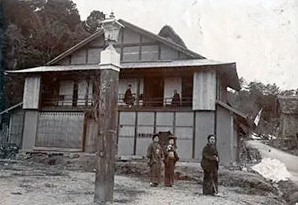
創業時の堅木屋